# Kovács Máté Alapítvány
A Kovács Máté Alapítvány a magyar könyvtári kultúra fejlesztésének támogatását, Kovács Máté szellemi hagyatékának gondozását és a fiatal könyvtárosok továbbképzésének támogatását célul kitűző közhasznú szervezet.

## Története
Az alapítvány 1996-ban jött létre. Első kuratóriumi elnöke Fülöp Géza volt, akinek 1998-as halála után Tóth Gyula vette át a posztot.

## Tevékenysége

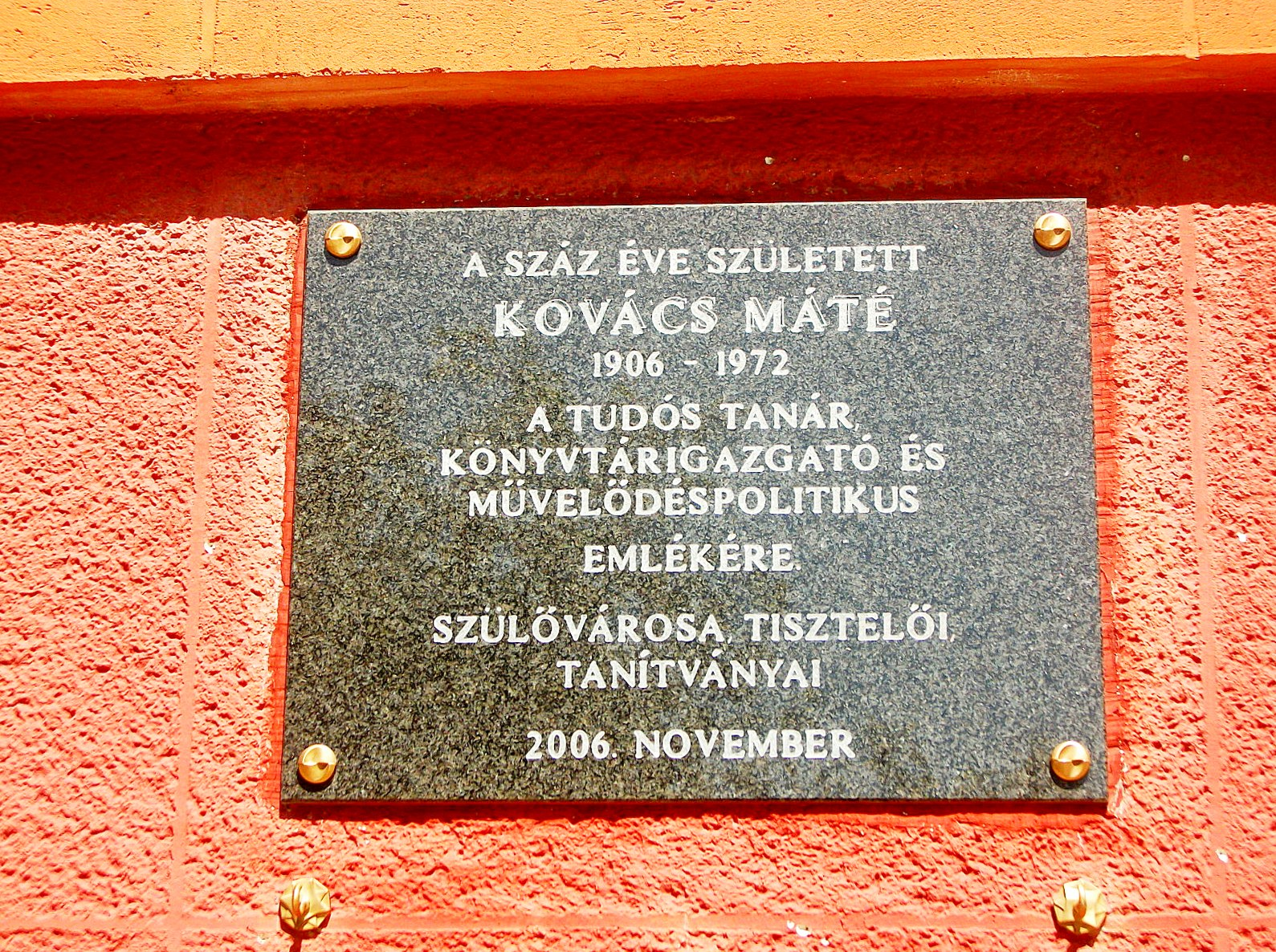
A hajdúszoboszlói művelődési központ falán 2006-ban felavatott Kovács Máté-emléktábla

Az alapítvány ösztöndíjakkal segíti a könyvtár szakos hallgatók tanulmányait és külföldi képzését; támogatja a fiatal könyvtárosok továbbképzését, a könyvtárosok tudományos kutatásait, doktori programban, hazai és nemzetközi konferenciákon, szemináriumokon, tanulmányutakon való részvételét, könyvtártudományi publikációk, szakmai kiadványok megjelentetését és terjesztését; finanszírozza az alapítványi célok eléréséhez szükséges tárgyi eszközök, szakkönyvek és szakmai folyóiratok beszerzését. Rendszeresen szervez konferenciákat, emléküléseket, megemlékezéseket, kiállításokat. Legfontosabb intézményi-szervezeti partnere a hajdúszoboszlói Kovács Máté Városi Művelődési Központ és Könyvtár, a Debreceni Egyetem Egyetemi és Nemzeti Könyvtár, a Magyar Könyvtárosok Egyesülete és a Magyar Pedagógiai Társaság Kiss Árpád Műhelye.
2011 óta a Magyar Könyvtárosok Egyesületével közösen kiadja Az Év Fiatal Könyvtárosa díj különdíját. 2012-ben emlékplakettet alapított Kovács Máté Emlékének Ápolásáért elnevezéssel.